# الیونار بومبینا
الیونار بومبینا (به پرتغالی: Elionar Nascimento Ribeiro) مهاجم اهل برزیل است که در شهر Sorriso، ماتو گروسو و در تاریخ ۱۰ ژوئن ۱۹۸۲ به دنیا آمده‌است.
الیونار بومبینا در تیم‌های فوتبال Sorriso سابقهٔ حضور دارد.